# Židovice (ort i Tjeckien, lat 50,30, long 15,32)
Židovice är en ort i Tjeckien. Den ligger i den centrala delen av landet, 70 km öster om huvudstaden Prag. Židovice ligger 237 meter över havet och antalet invånare är 133.
Terrängen runt Židovice är platt. Runt Židovice är det ganska glesbefolkat, med 45 invånare per kvadratkilometer. Närmaste större samhälle är Jičín, 15,9 km norr om Židovice. Trakten runt Židovice består till största delen av jordbruksmark.